# Жонваль
Жонва́ль (фр. Jonval) — коммуна во Франции, находится в регионе Шампань — Арденны. Департамент — Арденны. Входит в состав кантона Туртерон. Округ коммуны — Вузье.
Код INSEE коммуны — 08238.
Коммуна расположена приблизительно в 190 км к северо-востоку от Парижа, в 75 км севернее Шалон-ан-Шампани, в 23 км к югу от Шарлевиль-Мезьера.

## Население
Население коммуны на 2008 год составляло 82 человека.
| 1962 | 1968 | 1975 | 1982 | 1990 | 1999 | 2008 |
| ---- | ---- | ---- | ---- | ---- | ---- | ---- |
| 73   | 92   | 90   | 99   | 90   | 81   | 82   |

## Экономика
В 2007 году среди 44 человек в трудоспособном возрасте (15—64 лет) 31 были экономически активными, 13 — неактивными (показатель активности — 70,5 %, в 1999 году было 52,8 %). Из 31 активных работали 31 человек (17 мужчин и 14 женщин), безработных не было. Среди 13 неактивных 2 человека были учениками или студентами, 5 — пенсионерами, 6 были неактивными по другим причинам.

## Фотогалерея

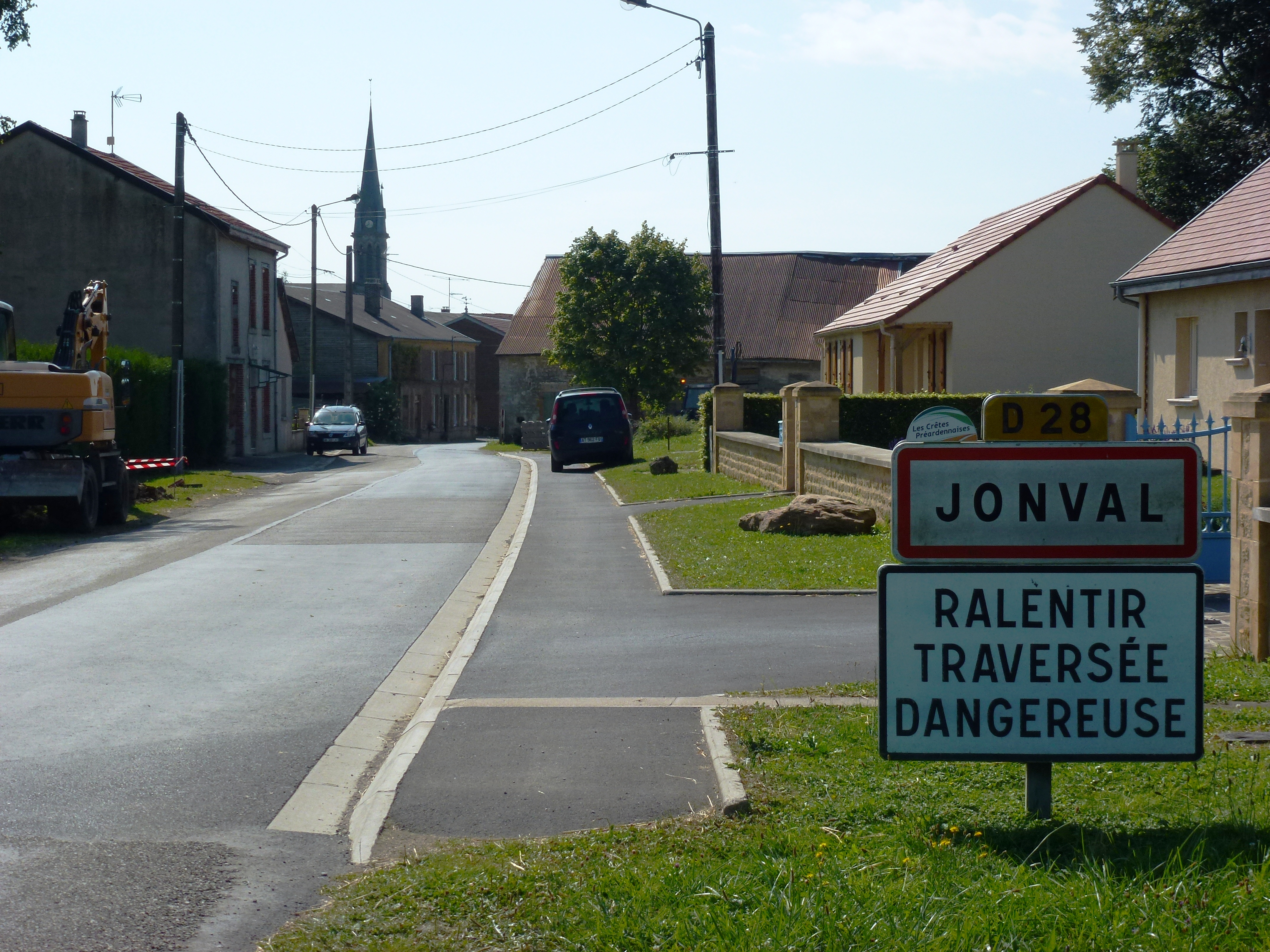
Въезд в Жонваль
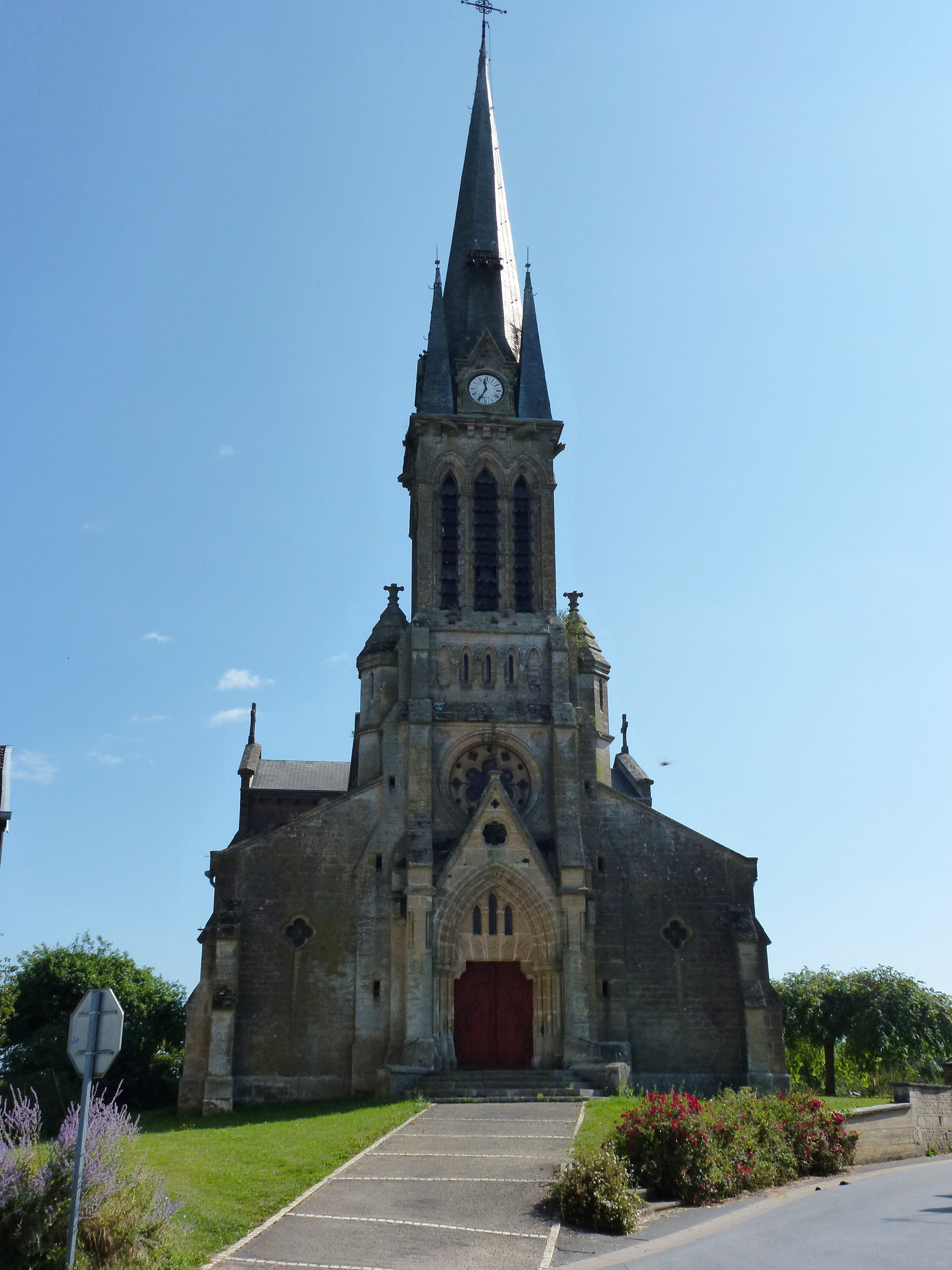
Церковь
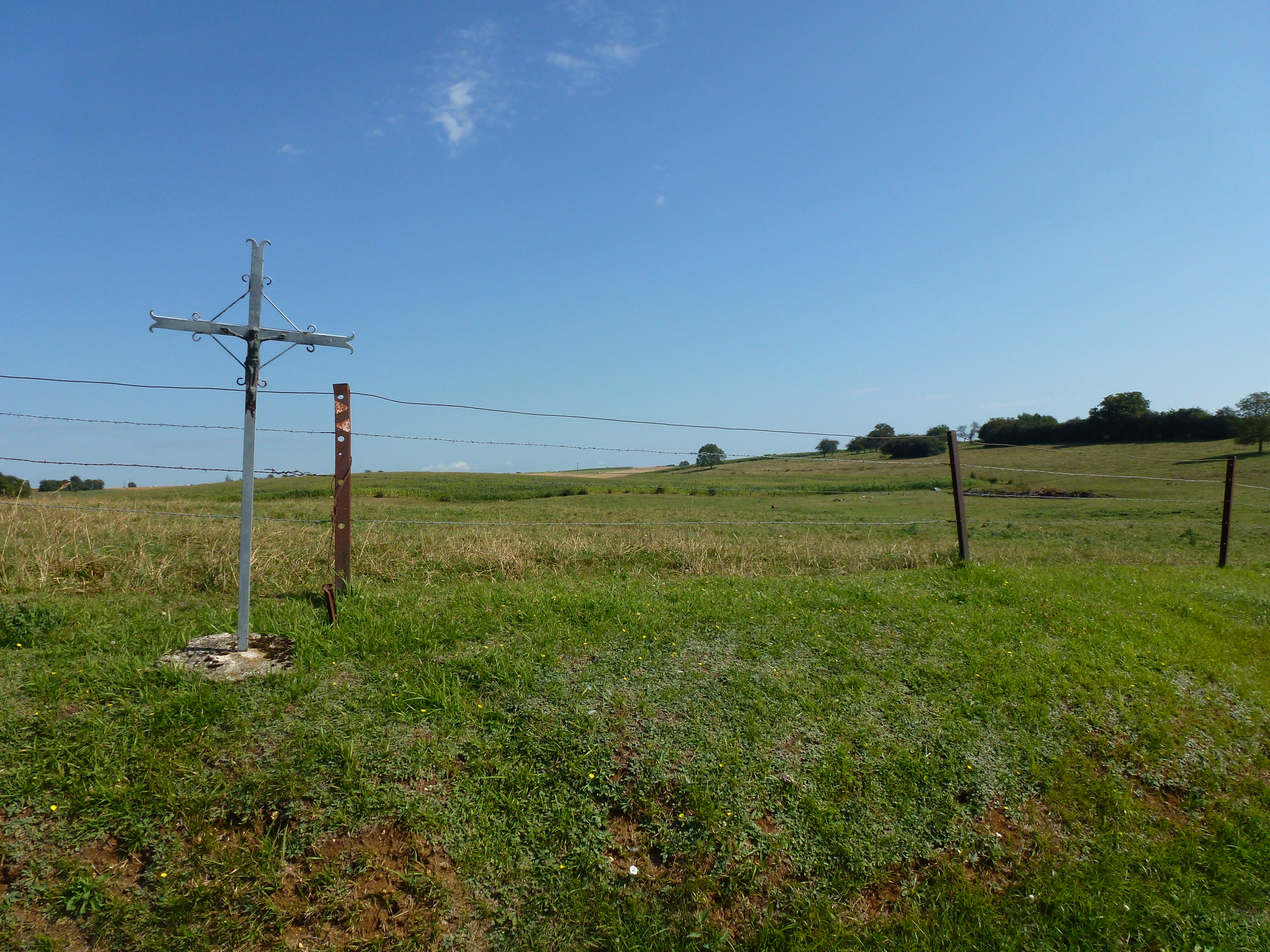
Придорожный крест
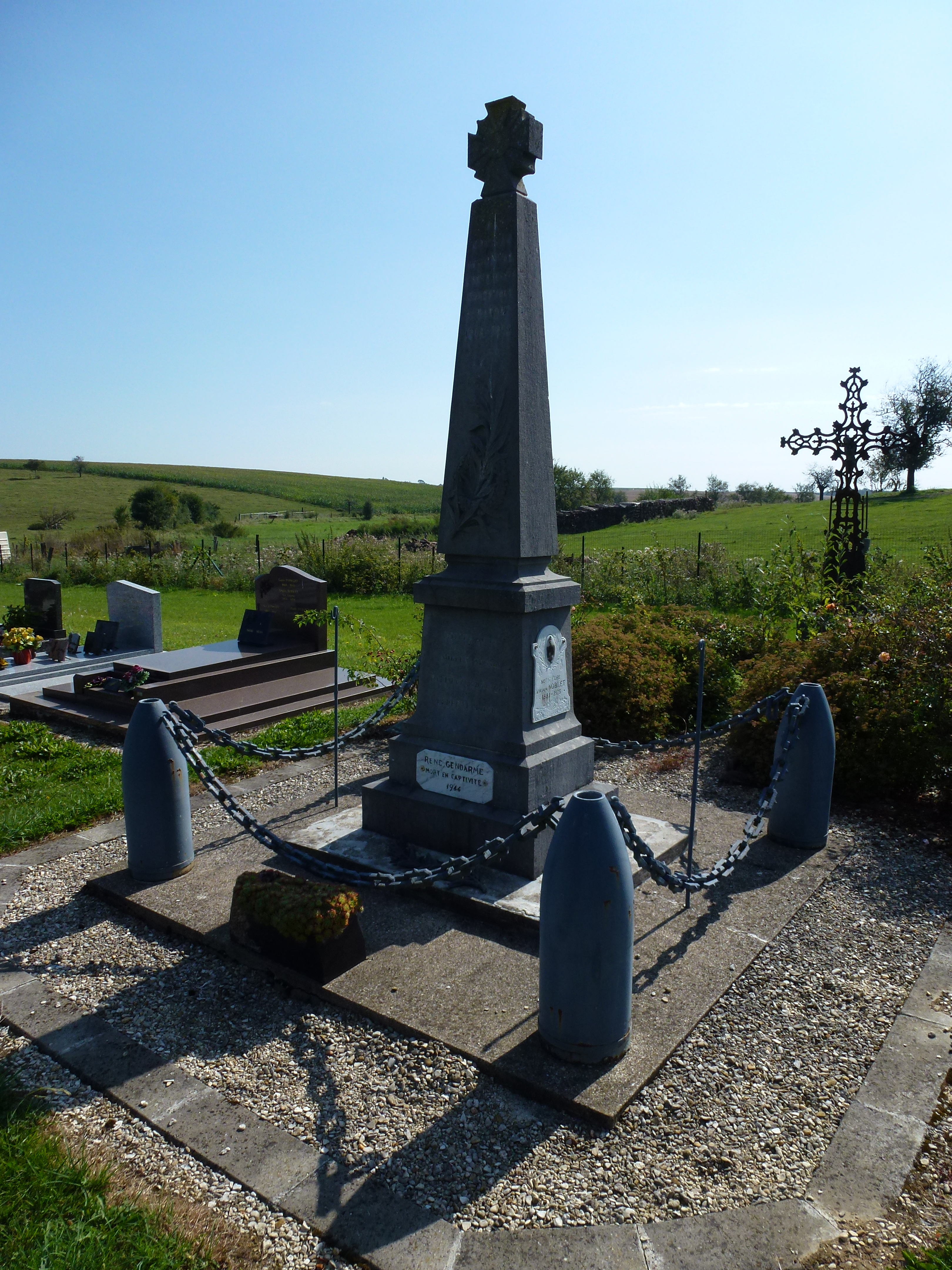
Памятник погибшим в Первой мировой войне